# Tadeusz Nowakowski (pisarz)

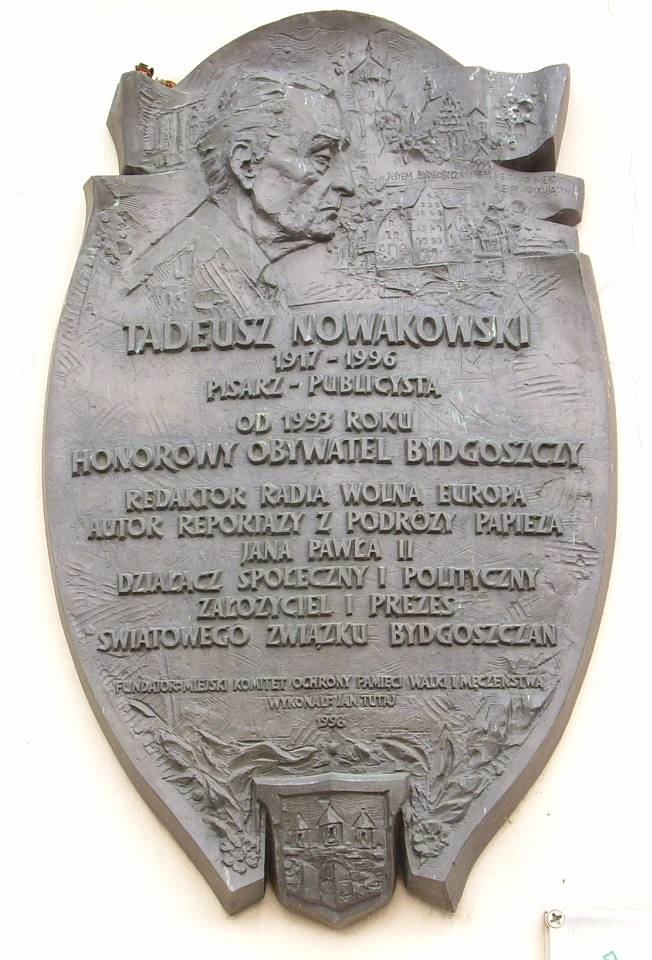
Tablica pamiątkowa Tadeusza Nowakowskiego w Bydgoszczy

Tadeusz Nowakowski ps. Taddy, Wuj Teofil, Tadeusz Olsztyński (ur. 8 listopada 1917 w Olsztynie, zm. 11 marca 1996 w Bydgoszczy) – polski pisarz i publicysta, działacz polski na uchodźstwie, honorowy obywatel Bydgoszczy i Olsztyna.

## Życiorys
Urodził się 8 listopada 1917 w Olsztynie. Był synem dziennikarza i działacza narodowego Stanisława i Emilii z domu Gerke. Zimą 1920 r. rodzina Nowakowskich przeniosła się z Olsztyna do Bydgoszczy i pozostała tu do 1939 r. Mieszkała najpierw przy ulicy Podgórnej nr 15 na Szwederowie, potem przy ul. Świętej Trójcy 28.
Tadeusz Nowakowski uczył się w  państwowym gimnazjum  przy ulicy Grodzkiej, gdzie w 1936 roku złożył egzamin dojrzałości. W okresie szkolnym pisywał wiersze i felietony do czasopisma szkolnego „Ogniwa” oraz „Dziennika Bydgoskiego”. Współpracował również z otwartym w Bydgoszczy Studiem Rozgłośni Pomorskiej Polskiego Radia. Jako gimnazjalista czynny był w harcerstwie, należał do 4 Bydgoskiej Drużyny Harcerskiej im. Jana Kilińskiego, tzw. „Błękitnej Czwórki Bydgoskiej”. W 1938 r. podjął studia na wydziale filologii polskiej na Uniwersytecie Warszawskim, przerwane najazdem Niemiec na Polskę w 1939 r.
Uczestniczył jako ochotnik w kampanii wrześniowej. Razem z 14. włocławskim pułkiem piechoty przeszedł szlak bojowy do oblężonej Warszawy. Szczęśliwie uniknął niewoli i osiadł we Włocławku, gdzie już mieszkała jego matka i rodzeństwo. Tam 28 lutego 1941 r. został aresztowany przez gestapo pod zarzutem przynależności do tajnej organizacji i redagowania polskiej gazetki. W 1942 r. został skazany przez sąd niemiecki na karę śmierci, zamienioną na 30 lat obozu. Karę odsiadywał w kilku więzieniach i obozach, m.in. w Inowrocławiu, Budziszynie, Zwickau, Eling-Vogelsang.
Uwolniony wiosną 1945 r. przez aliantów, znalazł się w brytyjskiej strefie okupacyjnej. Przebywał w Haren (Ems) – obozie dla wysiedleńców polskich na granicy niemiecko-holenderskiej, gdzie był nauczycielem w polskim liceum.
Od 1946 r. przebywał w Londynie, tam współpracował z pismami polskimi i sekcją polską radia BBC. Udzielał się w Związku Polaków Zagranicą. Od 1952 r. został redaktorem Rozgłośni Polskiej Radia Wolna Europa. W związku z nową pracą przeniósł się w 1953 roku na stałe do Monachium. Zajmował się literaturą i problematyką kulturalną. Pod pseudonimem Tadeusz Olsztyński prowadził m.in. „Panoramę dnia” i cotygodniowe gawędy „Przy kawiarnianym stoliku”.
Jako pisarz Nowakowski debiutował tomem opowiadań wojennych Szopa za jaśminami (1948), w których przewijały się przeżycia więzienne autora i wątki wspomnieniowe z Bydgoszczy. Sławę i uznanie przyniosła mu powieść Obóz Wszystkich Świętych (1957), tłumaczona na 8 języków i wysoko oceniona przez krytyków. Był autorem zbiorów nowel (np. Aleja dobrych znajomych i Niestworzone rzeczy – 1968) oraz kilku powieści, a także wydanej jedynie w Niemczech i USA sagi rodu Radziwiłłów.
jako reporter radiowy Radia Wolna Europa relacjonował pielgrzymki Jana Pawła II, które utrwalił w sześciu tomach reportaży, co zyskało mu przydomek „reportera papieża”. Tworzył także jako poeta. Zbiór jego utworów pt. Za kurtyną snu ukazał się w 2003 r. w wydawnictwie To My. Nawiązał również szerokie kontakty ze światem pisarskim i artystycznym Niemiec. Był współpracownikiem dziennika Frankfurter Allgemeine Zeitung, drukował w Die Zeit oraz współpracował z Bawarską Rozgłośnią Radiową.
Skupiając uwagę na twórczości literackiej, nie stronił od czynnego udziału w życiu społecznym Polonii i Kraju. Był członkiem Związku Pisarzy Polskich na Obczyźnie, Światowego Związku Polaków, „Akademii Grydzewskiego”, „Grupy 47”, Bawarskiej Akademii Sztuk Pięknych i innych. W 1979 r. wszedł w skład Oddziału Rady Narodowej RP w Republice Federalnej Niemiec. Przez szereg lat był delegatem Rządu RP w Londynie na obszar Niemiec, przewodniczył Stowarzyszeniu na Rzecz Porozumienia Niemiecko-Polskiego w Monachium oraz udzielał się w Polskim Ruchu Wolnościowym „Niepodległość i Demokracja” (1945–1992). Był członkiem Stowarzyszenia Pracowników Rozgłośni Polskiej Radia Wolna Europa w Warszawie.
W 1990 r. po powrocie z emigracji był inicjatorem powstania i pierwszym prezesem Światowego Związku Bydgoszczan. Wiosną 1995 r. przybył do kraju z myślą osiedlenia się na stałe. Ciężko chory na cukrzycę zmarł w Bydgoszczy 11 marca 1996 roku. Uroczystości pogrzebowe, w których uczestniczył bp Jan Nowak, odbyły się w kościele parafialnym pw. Świętego Krzyża w Bydgoszczy. Pochowany został na cmentarzu ewangelickim w Bydgoszczy.
Rząd RP na uchodźstwie odznaczył Tadeusza Nowakowskiego Krzyżem Kawalerskim, Krzyżem Oficerskim (13 lipca 1978) i Krzyżem Komandorskim (11 listopada 1990) Orderu Odrodzenia Polski. W 1993 Prezydent RP Lech Wałęsa nadał mu Krzyż Komandorski z Gwiazdą Orderu Odrodzenia Polski. Dwa miasta: Olsztyn (1991) oraz Bydgoszcz (27 września 1993) obdarzyły go godnością Honorowego Obywatela.
27 czerwca 1996 r. w bydgoskim kościele pw. Świętych Polskich Braci Męczenników otwarto Izbę Pamięci Tadeusza Nowakowskiego, w której zgromadzono liczne pamiątki po pisarzu. 19 stycznia 2018 imię Tadeusza Nowakowskiego nadano IX Liceum Ogólnokształcącemu w Bydgoszczy.

## Rodzina
Tadeusz Nowakowski od 1945 r. był żonaty z Teresą Kiersnowską. Z małżeństwa tego, zakończonego rozwodem, miał syna Krzysztofa (ur. 1946 w Londynie). Ponowny związek małżeński zawarł w 1958 r. z Danutą Anczakowską w Monachium. Z tego małżeństwa urodził się syn Marek Rafael (ur. 1967 w Wielkiej Brytanii).

## Dzieła

### Proza
- Szopa za jaśminami (1948)
- Panna z drugiego piętra (1951)
- Obóz Wszystkich Świętych (1957)
- Syn zadżumionych (1959)
- Saga rodu Radziwiłłów (1966)
- Niestworzone rzeczy. Zbiór opowiadań (1968)
- Happy-end (1970)
- Byle do wiosny (1975)
- Wiza do Hrubieszowa (1979)
- Nie umiera się w Miami (1991)
- Urzeczenie (1993)
- „Za kurtyną snu...” (2005)

### Reportaże
- Aleja Dobrych Znajomych (1968)
- Reporter Papieża (1980)
- W bagażniku Jego Świątobliwości (1981)
- Volo papale (1982)
- Na skrzydłach nadziei (1984)
- Osiem dni w Ojczyźnie (1985)[6]
- Boeing św. Piotra (1986)
- Kwiaty dla Pielgrzyma (1987)